# Motion Francoeur
La motion Francoeur, qui fut introduite en décembre 1917 à l'Assemblée nationale par le député libéral Joseph-Napoléon Francoeur, stipule que le Québec pourrait se préparer à quitter la confédération si le reste du Canada le désirait : « que la province de Québec serait disposée à accepter la rupture du pacte confédératif de 1867 si, dans les autres provinces, on croit qu'elle est un obstacle au progrès et au développement du Canada.»
Cette motion est débattue dans un contexte de forte tensions entre les Canadiens anglais et Canadiens français s'il fallait oui ou non déclencher la conscription pour envoyer plus de soldats à la Première Guerre mondiale (voir Crise de la conscription). La motion est finalement retirée par son instigateur au terme de trois sessions de débats en janvier 1918.